# Tiroteo en el Aeropuerto de Fort Lauderdale
El 6 de enero de 2017 se registró un tiroteo en el Aeropuerto Internacional de Fort Lauderdale-Hollywood en Florida, Estados Unidos. El ataque ocurrió a las 12:55 EST (UTC-5) cerca de la recogida de equipaje en la terminal 2. Hubo 5 personas muertas y otras 13 heridas. El sospechoso de cometer la masacre ha sido detenido.
El atacante fue identificado como Esteban Santiago Ruiz, un militar de origen puertorriqueño, excombatiente en Irak, de 26 años nacido en la ciudad de Nueva Jersey, Estados Unidos. El FBI informó que últimamente padecía problemas mentales y había tenido un breve ingreso psiquiátrico.

## Tiroteo

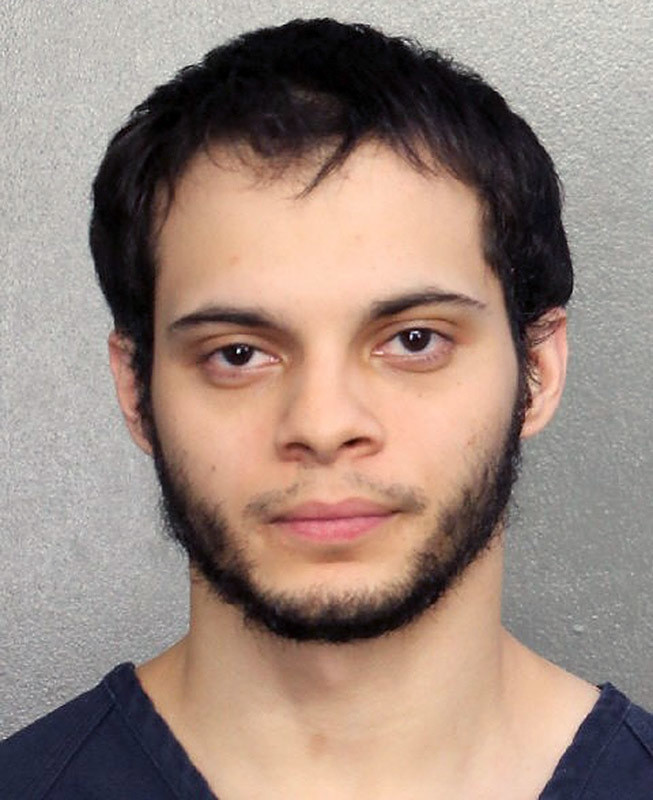
Esteban Santiago, autor del tiroteo.

El tirador abrió fuego con una pistola semiautomática Walther PPS 9mm, alrededor de las 12:55 p. m., cerca de la zona de reclamo del equipaje en la terminal dos. que es la terminal anfitriona de Delta Air Lines y Air Canada. Un vídeo con lo grabado por las cámaras de seguridad mostraba a los viajeros que salían corriendo del aeropuerto y a cientos de personas que esperaban en el asfalto mientras numerosos agentes de la ley se precipitaban a la escena.
El tiroteo duró de 70 a 80 segundos según testigos, el sospechoso se tumbó en el suelo después de dejar de disparar, habiéndose quedado sin munición. El sheriff del condado de Broward, Scott Israel, declaró que los agentes del orden no dispararon y que el pistolero fue arrestado sin incidentes.